# Bazylika kolegiacka św. Piotra i Pawła w Kruszwicy
Kolegiata św. Piotra i Pawła oraz Narodzenia NMP w Kruszwicy – jeden z najlepiej zachowanych zabytków architektury romańskiej w Polsce znajdujący się w Kruszwicy.
Budowla zachowała prawie nienaruszony układ przestrzenny i bryłę, poza przebudowaną w XVI wieku fasadą zachodnią. Wnętrze w całej swej surowości i prostocie form w wysokim stopniu nosi cechy autentycznej bazyliki romańskiej. Czas budowy kolegiaty w Kruszwicy to lata 1120–1140. Pierwotnie była prawdopodobnie siedzibą biskupstwa, które około 1148 przeniesiono do Włocławka. Kolegiata jest trójnawową, filarową bazyliką zbudowaną na planie krzyża łacińskiego. Wzniesioną ją z granitu i piaskowca. Posiada pięć absyd o różnej wielkości i jedną ceglaną wieżę.

## Historia i architektura

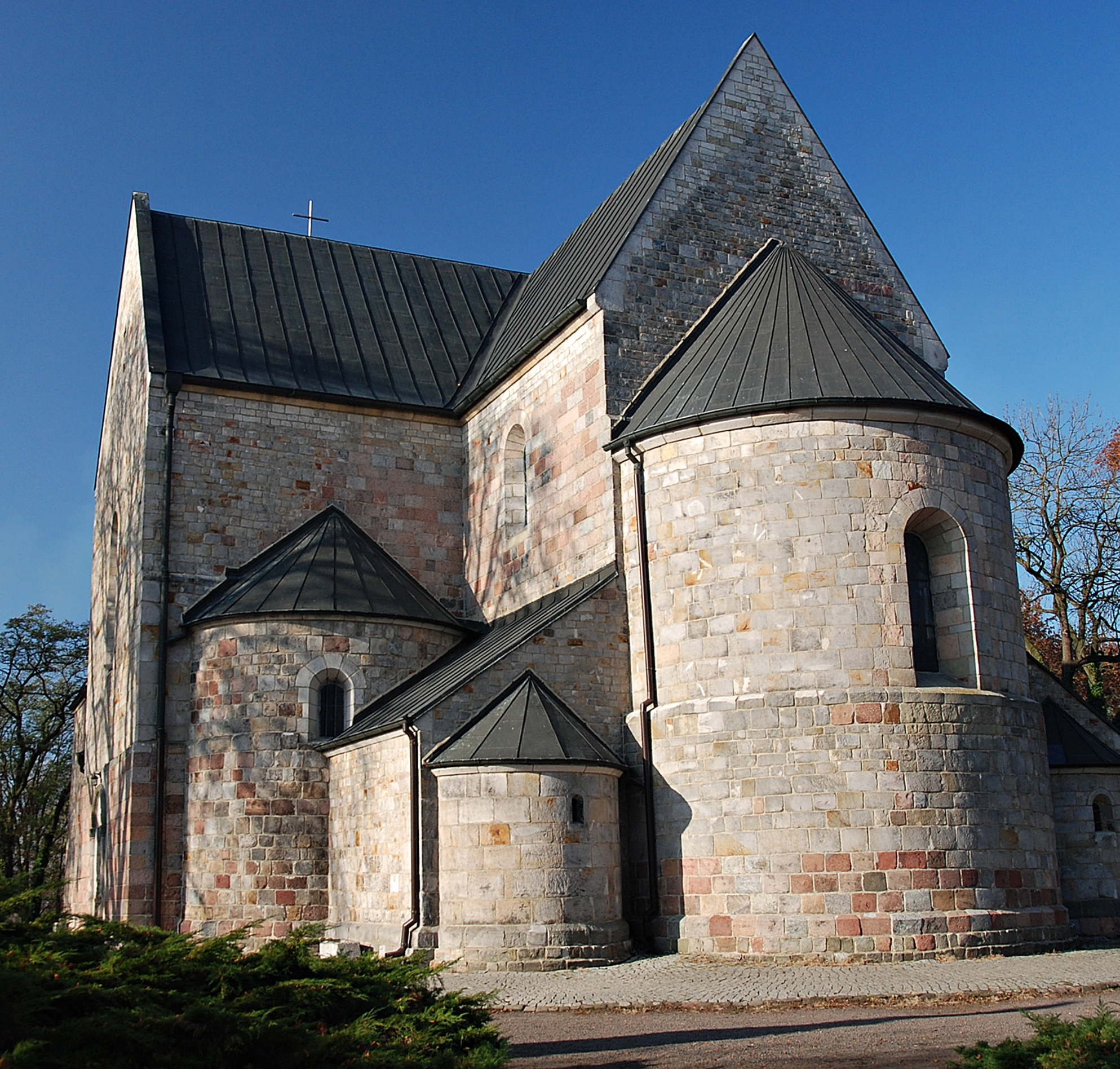
Kolegiata-widok od strony absyd

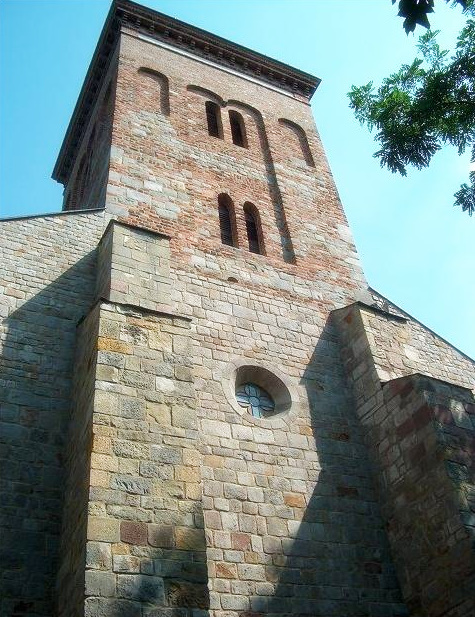
Wieża kościoła

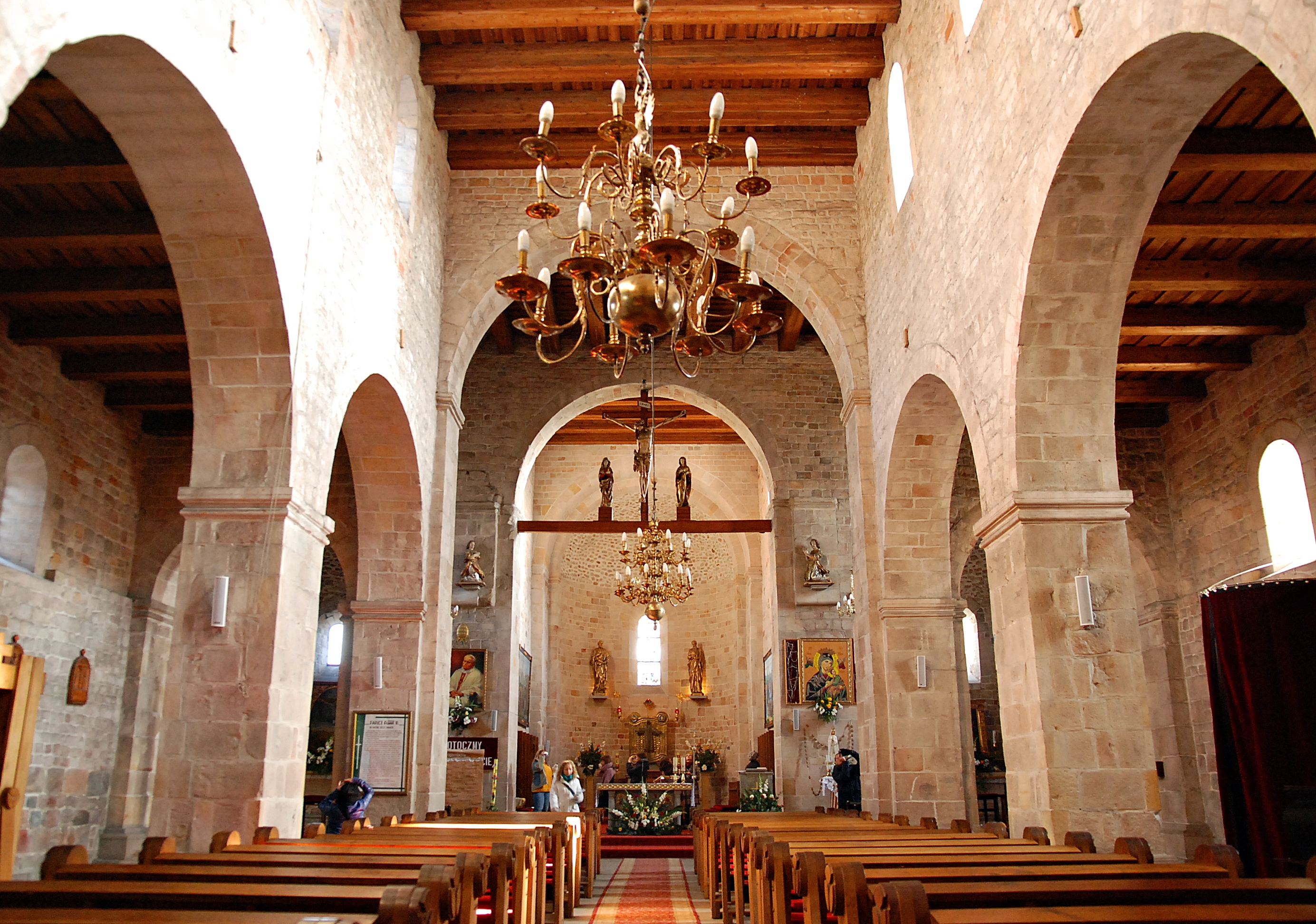
Wnętrze (nawa główna i prezbiterium)

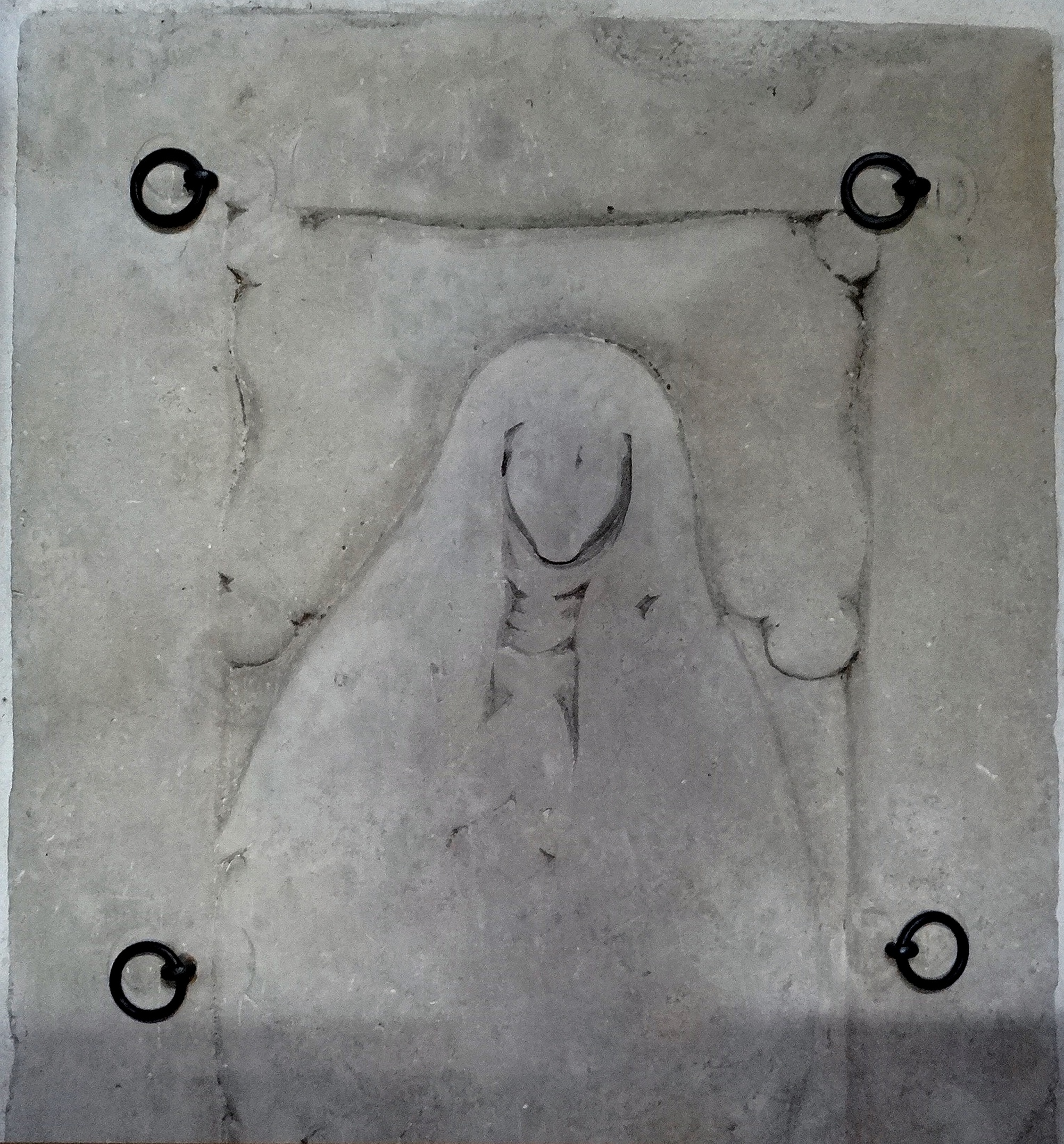
Piaskowcowa płyta nagrobna Zofii Oporowskiej

Kolegiata jest orientowaną, trójnawową bazyliką filarową z transeptem. Prezbiterium jest wyodrębnione, kwadratowe, jednoprzęsłowe zakończone półkolistą absydą. Po obu jego stronach znajdują się prostokątne aneksy od wschodu zamknięte absydami, powstałe jeszcze w XII wieku. Absydy znajdują się również na wschodniej ścianie transeptu. Od zachodu pierwotnie wznosiła się dwuwieżowa fasada z emporą w przestrzeni międzywieżowej. Część zachodnia posiadała układ dwuwieżowy z wieżami na przedłużeniu naw bocznych. W XVI wieku zniekształcono pierwotną bryłę kościoła, obniżając wieże do poziomu nieco wyższego od ścian naw bocznych, a na osi kościoła wznosząc jedną, ceglaną wieżę.
W przyziemiu między wieżami zachowało się sklepione pomieszczenie o trudnym do identyfikacji przeznaczeniu. Na piętrze znajduje się zrekonstruowana zapewne w XIX wieku, otwarta na nawę empora, do której przylega w wieży północnej niewielka salka, której rola mogła się zmieniać wraz z losami budowli. Badania M. Wiewióry pod kierunkiem J. Chudziakowej w latach 1995–1998 ujawniły dwa odcinki fundamentowych ław przy absydach prezbiterium i południowego ramienia transeptu, równoległe do fundamentów istniejących murów, ale z nimi nieprzewiązane, założone na identycznej głębokości. Zapewne więc jeszcze w trakcie budowy nastąpiła zmiana pierwotnej koncepcji układu. Właśnie w jej wyniku między prezbiterium a ramiona transeptu wbudowano aneksy. Korpus nawowy i prezbiterium od początku były przekryte drewnianym stropem. W przyziemiu wieży północnej i przestrzeni międzywieżowej zachowały się sklepienia rozpięte na skrzyżowanych gurtach. Para nadwieszonych pilastrów na ścianie tęczowej wskazuje na pierwotną obecność gurtów między ramionami transeptu a skrzyżowaniem.

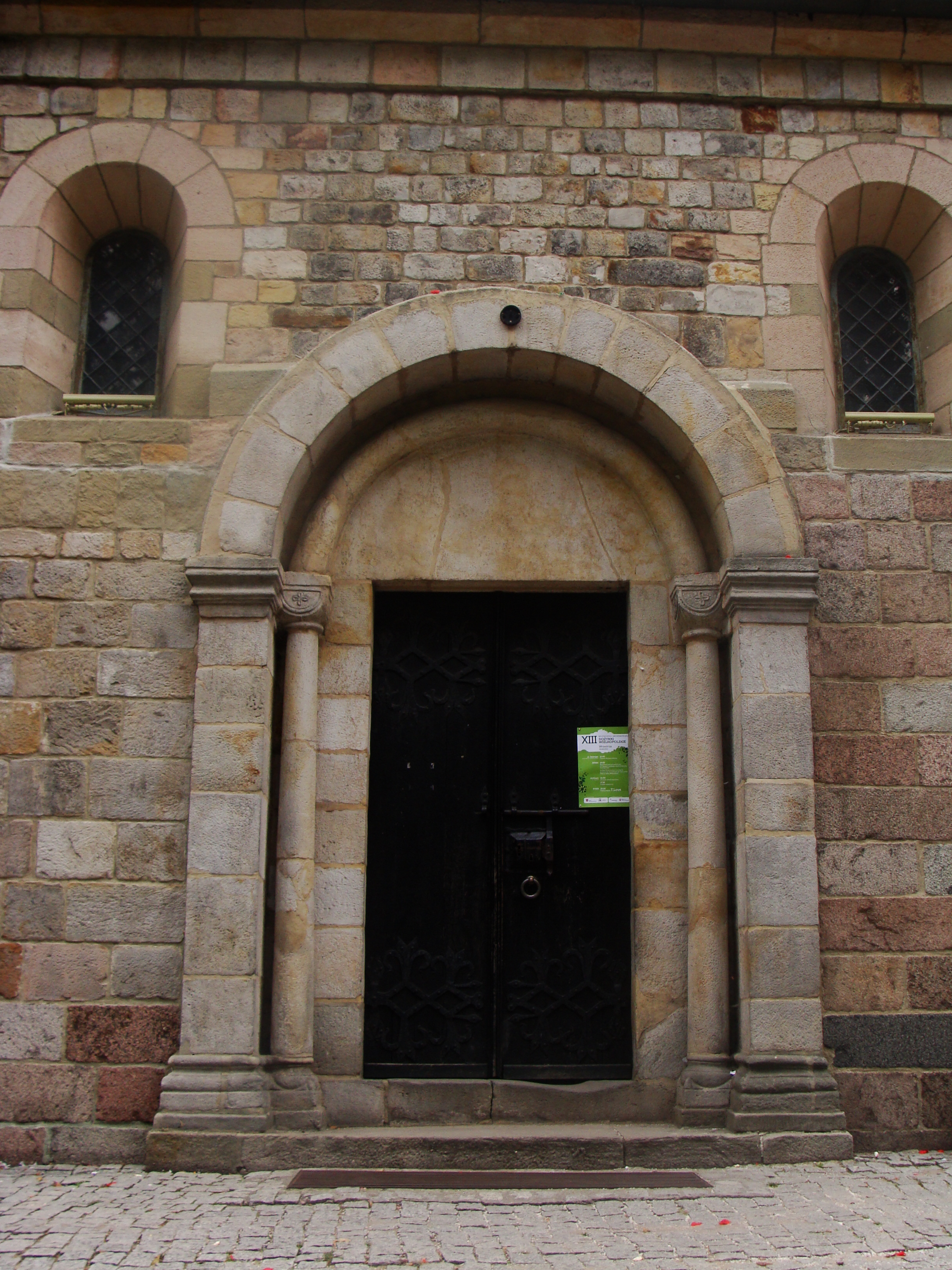
Jedno z wejść do kolegiaty

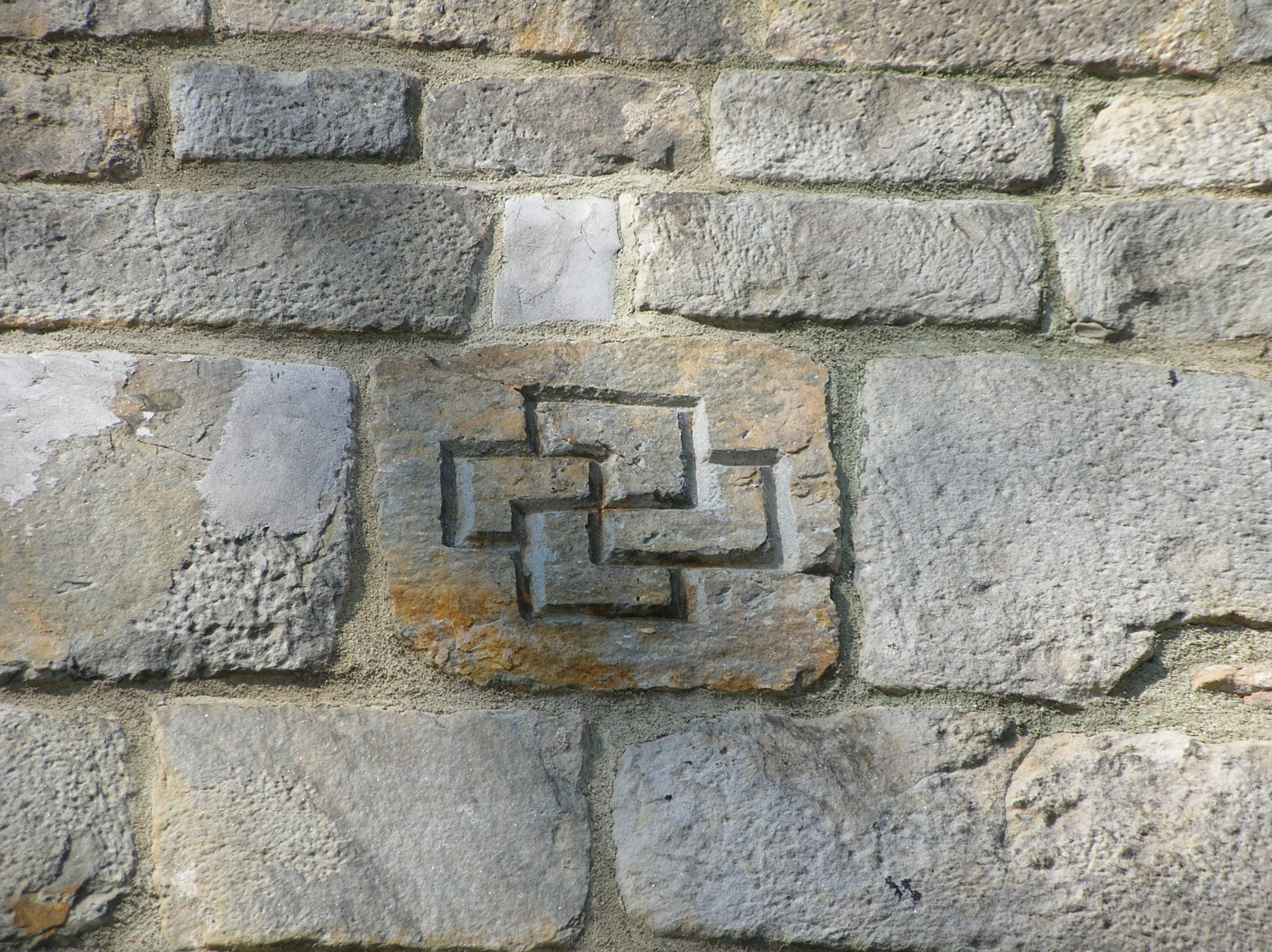
Swastyka na murze kolegiaty

Kolegiata jest murowana z ciosów piaskowcowych i eratykowych, wśród których około 60% stanowią granity i granodioryty. Piaskowce budują głównie wyższe partie murów, a eratyki dolne. Badania piaskowców wykazały, że są to piaskowce kwarcytowe wieku mioceńskiego, pochodzące z kamieniołomów rejonu Brzeźna koło Konina. Natomiast detal architektoniczno-rzeźbiarskie wykonano z piaskowca i granitu. Ściany absydy kaplic przyprezbiterialnych z ciosów piaskowcowych bardzo starannie opracowanych, natomiast sklepienie absyd transeptu z drobnych, nieobrobionych kamieni i okrzesków obficie zalanych zaprawą. Z dekoracji rzeźbiarskiej zachowały się cztery portale. Dwa osadzone w południowej ścianie nawy są dwuskokowe, zamknięte półkoliście reprezentują tym dwukolumnowy. Portal bliżej transeptu posiada archiwoltę o prostokątnym przekroju i głowice kolumn z motywem bardzo uproszczonych liści. Portal bliżej wieży ma archiwoltę w kształcie wałka i proste głowice kostkowe. Portal znajdujący się w płd. ramieniu transeptu nie jest osadzony w niszy, co może sugerować jego wcześniejsze obramowanie. Na tympanonie widnieje relief równoramiennego krzyża. Bazy wszystkich kolumn są ozdobione szponami. Portal w płn. ramieniu transeptu ma najprostszą formę prostokątnego ościeża z nadprożem w postaci półkolistego tympanonu otoczonego płaską archiwoltą. Pierwotnie pełnił zapewne rolę porta mortuorum. Otwory okienne uległy poszerzeniu, z wyjątkiem okien w absydach kaplic przyprezbiterialnych i absydach transeptu. Istnieją dodatkowe otwory okienne wybite w różnych okresach. W kościele znajdują się XVII-wieczne marmurowe płyty poświęcone początkom kościoła i pierwszym biskupom. W północny portal ściany wmurowano płytę nagrobną Zofii Oporowskiej (zm. 1500), żony Jana Oporowskiego, starosty kruszwickiego.
W 1945 w absydach transeptu natrafiono na dolne partie pierwotnych ołtarzy murowanych z ciosów. W tym czasie na obramieniu arkad międzynawowych zostały też odsłonięte fragmenty polichromii o motywach geometrycznych i alternacji kolorów: czerwonego, białego i niebieskiego.
Wspomniane już prace archeologiczne z lat 1995–1998 definitywnie wykazały, że do kościoła nie przylegały nigdy zabudowania klasztorne, chociaż istniejące rozmieszczenie portali, charakterystyczne dla kościołów powiązanych z klasztorem, sugerowało taką możliwość.

## Kalendarium
- 1120 – rozpoczęcie budowy kościoła
- około 1125 – przerwa w budowie, a następnie odnowa budowy
- 1140 – zakończenie budowy
- XII wiek – bazylika pełni funkcję katedry
- XVI wiek – nadbudowanie ceglanej wieży
- XVII/XVIII wiek – barokizacja wnętrza kościoła
- 1856–1859 – restauracja kościoła według projektu architekta Hussnera. Zniszczenie charakteru romańskiej świątyni
- 1954–1956 – usunięcie pseudoromańsko-gotyckiej innowacji i nadanie budynkowi dawnego kształtu